# Bade Bacheli
Bade Bacheli là một thị xã và là một nagar panchayat của quận Dantewada thuộc bang Chhattisgarh, Ấn Độ.

## Nhân khẩu
Theo điều tra dân số năm 2001 của Ấn Độ, Bade Bacheli có dân số 20.407 người. Phái nam chiếm 53% tổng số dân và phái nữ chiếm 47%. Bade Bacheli có tỷ lệ 65% biết đọc biết viết, cao hơn tỷ lệ trung bình toàn quốc là 59,5%: tỷ lệ cho phái nam là 74%, và tỷ lệ cho phái nữ là 56%. Tại Bade Bacheli, 13% dân số nhỏ hơn 6 tuổi.